# Pandanus echinops
Pandanus echinops är en enhjärtbladig växtart som beskrevs av Huynh. Pandanus echinops ingår i släktet Pandanus och familjen Pandanaceae.
Artens utbredningsområde är Mali. Inga underarter finns listade.